# 勒克尼茨湖

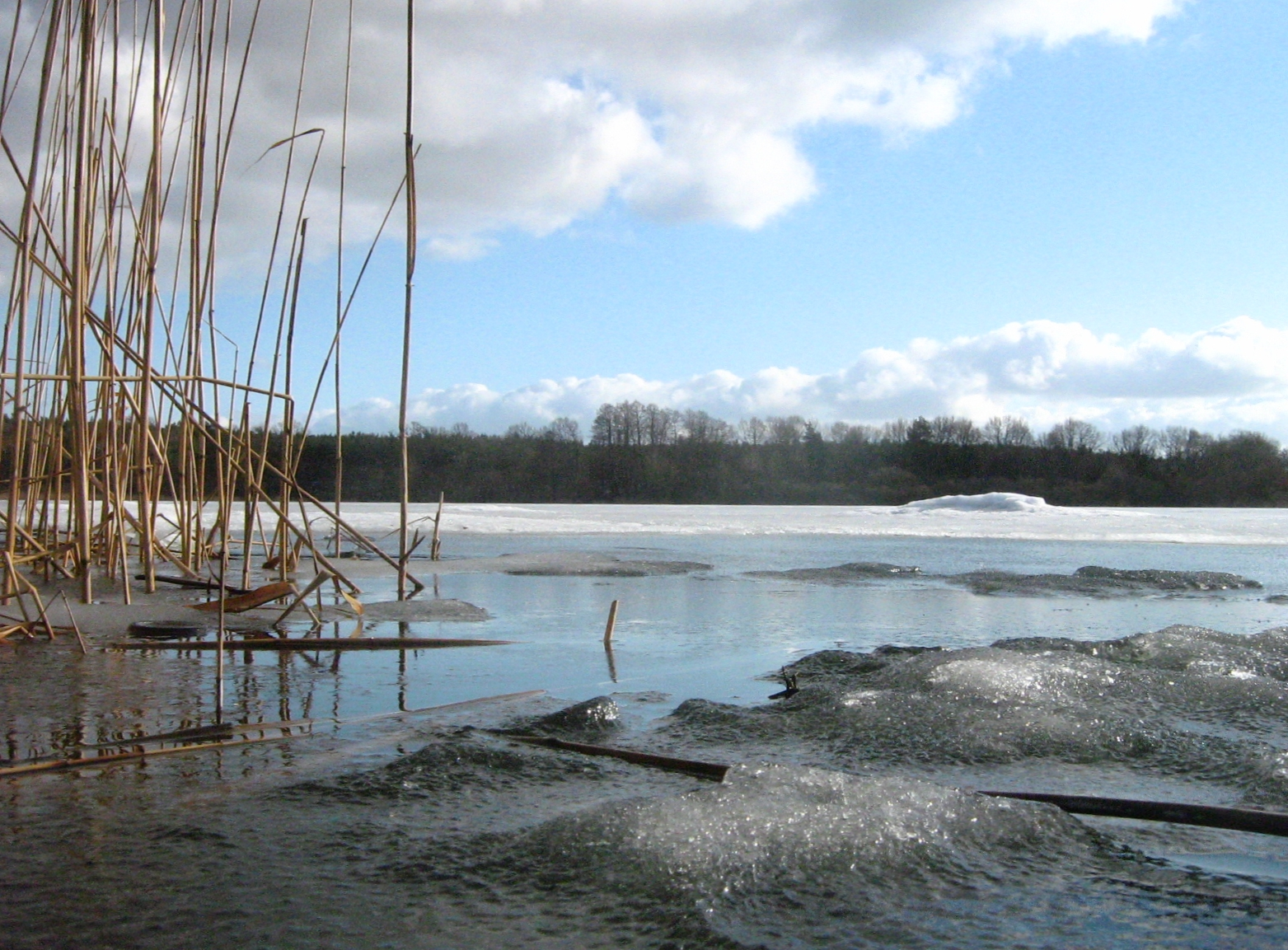

勒克尼茨湖（德語：Löcknitzer See），是德國的湖泊，位於該國東北部，由梅克倫堡-前波美拉尼亞州負責管轄，處於前波美拉尼亞-格賴夫斯瓦爾德縣，長1.5公里、寬0.4公里，面積0.44平方公里，海拔高度7.5米，最大水深4米。
53°26′45″N 14°13′26″E / 53.445833°N 14.223889°E